# Fumiaki Aoshima
Fumiaki Aoshima (Shizuoka, 12 juli 1968) is een voormalig Japans voetballer.

## Carrière
Fumiaki Aoshima speelde tussen 1987 en 1998 voor Yamaha Motors, Shimizu S-Pulse, Tosu Futures en Honda.